# Cedães
Cedães ist ein Ort und eine Gemeinde im Norden Portugals. Der Ort ist eingebettet in die raue Natur der Trás-os-Montes-Hochebene.
Die Gemeinde Cedães gehört seit 2017 zu den 39 portugiesischen Eco-Freguesias XXI, ein von der Blauen Flagge und der portugiesischen Umweltagentur vergebener Titel, mit dem Gemeinden in Portugal ausgezeichnet werden, die besonders nachhaltig und gesellschaftlich-integrativ ausgerichtet sind. Neben guten Noten in Kriterien wie Umweltschutz, Kultur, Arbeitsplatzschaffung in ländlichen Räumen oder integrativer Jugend- und Altenarbeit war es die Höchstwertung im Kriterium der Biodiversität, die der Gemeinde die Auszeichnung einbrachte. 2019 errang Cedães die Auszeichnung erneut, es erreichte dabei als einzige Gemeinde im Distrikt Bragança die nötige Punktzahl.
Seit 2017 veranstaltet die Gemeinde mit dem Trail Running Cedães einen überregional bekannten Traillauf, der Läufer aus ganz Nordportugals anlockt. Auch Wanderungen werden in dem Rahmen parallel veranstaltet.

## Geschichte
Der heutige Ort entstand vermutlich im Zuge der Neubesiedlungen während und nach der mittelalterlichen Reconquista.
Ende des 19. Jh. wurde die Ortschaft Cedainhos aus der Gemeinde Cedães ausgegliedert.
Seit etwa 1960 verzeichnet die Gemeinde eine anhaltende Auswanderung, vor allem nach Frankreich. Die Einwohnerzahl sank von 853 im Jahr 1960 bis auf 338 im Jahr 2011.

## Sehenswürdigkeiten
Neben der Natur, die über Wanderwege der Kreisverwaltung Mirandela erschlossen ist, befinden sich einige Baudenkmäler in Cedães:
- Igreja de Santo Ildefonso, die Gemeindekirche von Cedães[6]
- Igreja de Vale do Lobo, die Gemeindekirche von Vale do Lobo[7]
- Igreja de Vila Verdinho, die Gemeindekirche von Vila Verdinho[8]
- Alminhas em Cedães, Bildstock in Cedães[9]
- Fontanário em Cedães, Steinbrunnenanlage in Cedães[10]

## Verwaltung
Cedães ist Sitz der gleichnamigen Gemeinde (Freguesia) im Kreis (Concelho) von Mirandela im Distrikt Bragança. In ihr leben 270 Einwohner auf einer Fläche von 25 km² (Stand 19. April 2021).
Folgende Ortschaften liegen in der Gemeinde:
- Cedães
- Vale de Lobo
- Vila Verdinho